# Цибукидис, Димитриос
Димитриос Цибукидис (греч. Δημήτρης Τσιμπουκίδης, 1 января 1921, Константинополь — 28 февраля 2006) — греческий историк, исследователь античности, востоковед.

## Биография
Димитриос Цибукидис родился в Стамбуле в 1921 году. В Грецию с семьей переехал во время греко-турецкого обмена населением. Учился в школе Варвакиса в Афинах (основана Иоаннисом Варвакисом в 1860 году), затем в вечерней школе. В период оккупации Греции участвовал в движении Сопротивления и резерве ЕЛАС. После подписания Варкизского соглашения 1945 входил в состав нелегальной организации, за что был брошен в тюрьму. Освобожден через 12 лет ввиду необратимого ущерба, нанесенного здоровью.
После освобождения бежал сначала в Вену, а затем в Москву. По поручению коммунистической партии работал два года в Бухаресте, затем вернулся в Москву, где теперь занимался изучением истории и литературы. В 1967 получил степень кандидата наук в области истории в Институте востоковедения РАН (Москва). С 1970 по 1976 годы — профессор истории в том же институте. В 1977 защитил докторскую диссертацию на тему «Древняя Греция и Восток» в Институте востоковедения РАН. С 1977 по 1987 год — профессор древней истории. Участвовал в ряде международных научных конференций, в частности в Международной конференции ЮНЕСКО «За социальное и культурное развитие Центральной Азии» (октябрь 1972 года), двадцать девятом Международном конгрессе востоковедов (Париж, июль 1973 года).
До конца жизни продолжал читать лекции, печатать научные статьи, участвовал в международных форумах под эгидой ООН и ЮНЕСКО с целью изучения культур Центральной Азии и Ирана, Индии, Пакистана, Афганистана и других стран Востока.

## Основные работы
В период работы в Советском Союзе написал две книги в сотрудничестве с Бободжаном Гафуровым. Его книги на греческом языке переведены на французский, английский и арабский языки.
Русскоязычные издания
- Гафуров Б. Г., Цибукидис Д. И. Александр Македонский и Восток. — М.: ГРВЛ, 1980. — ISBN 978-5-9533-1765-8
- Гафуров Б. Г., Цибукидис Д. И. Александр Македонский. Путь к империи. — Москва: Вече, 2007. — ISBN 5-9533-1765-4
- Цибукидис, Димитриос Иоаннис. Древняя Греция и Восток. Эллинистическая проблематика греческой историографии (1850—1974) / Отв.ред. А. С. Шофман. — М.: Наука, 1981. — 253 с. — ISBN 5-86793-093-9

Грекоязычных издания
- Αλέξανδρος ο Μακεδών και η Ανατολή. Παπαδήμας, 2003. — ISBN 978-960-206-231-9
- Μακεδόνες πολέμαρχοι συμπολεμιστές του Αλέξανδρου. Καλέντης, 1996. — 431 с. — ISBN 9789602161432
- Αρχαία ελληνική ιστορική σκέψη. Εντός, 1999 — ISBN 978-960-8472-52-5
- Έξι μορφές Ρώσων και Σοβιετικών επιστημόνων. Εντός, 1999. — ISBN 978-960-8472-32-7
- Ιστορία του Ελληνηστικού Κόσμου. Παπαδήμας, 1984.
- Από τον ¨Ομηρο στον Αλέξανδρο. Ελληνικά Γράμματα, 1995. — ISBN 960-344-094-9
- Ανατομία της δουλοκτητικής κοινωνικής σκέψης. Ελληνικά Γράμματα, 1999. — ISBN 978-960-344-544-9